# Замок Слейд

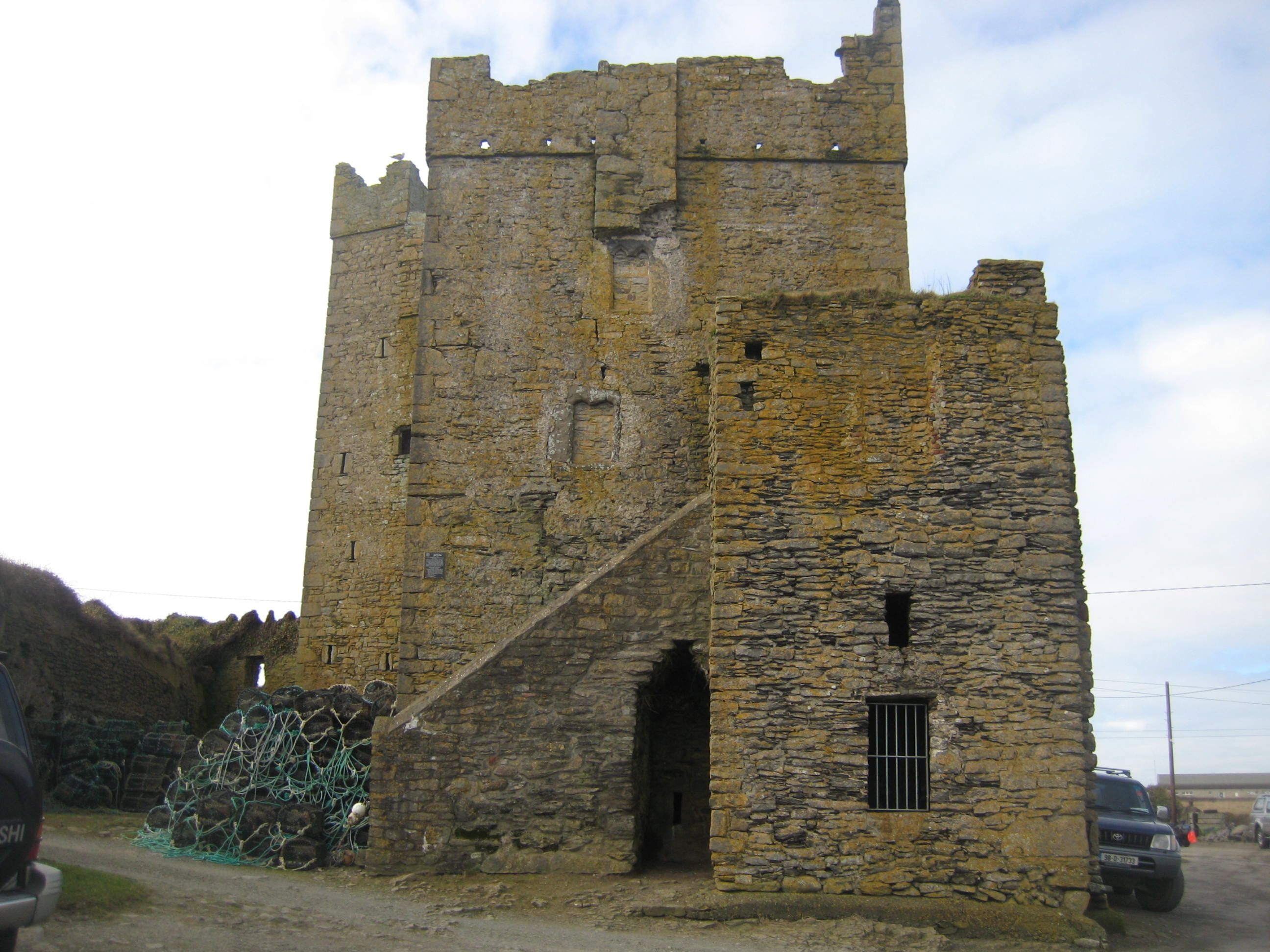
Замок Слейд — інший ракурс.

Замок Слейд (англ. Slade Castle) — один із замків Ірландії, розташований у графстві Вексфорд, на півострові Гук, біля однойменного селища Слейд, на відстані 1,1 милі на північ від Гук-Гед-Лайттгауз. Географічні координати замку: 52,133868°N 6,910706°W Нині замок Слейд є Національною пам'яткою історії Ірландії.

## Історія замку Слейд
Замок Слейд був побудований аристократичною родиною Лаффін (Лаффан) наприкінці XV століття. У XVI столітті в замку добудували двоповерховий зал, додали до мурів та башт зубці. Навколо замку родина Лаффін мала невеликий маєток площею 210 акрів. Коштів від цього маєтку не вистачило б не тільки на будівництво, але і на утримання замку. Родина Лаффін мала прибутки від торгівлі, рибальства.
У 1641 році спалахнуло повстання за незалежність Ірландії. Родина Лаффін підтримала повстання. Після придушення повстання Олівер Кромвель конфіскував замок Слейд. Замок довгий час стояв порожнім, його використовували як склад для зберігання солі. Так тривало до ХІХ століття, коли він був перетворений на житло. У 1940 році замок був переданий управлінню громадських робіт Ірландії. Замок був відреставрований і відновлений до того стану, в якому він був у XV столітті.
Найдавніша частина замку являє собою чотириповерхову вежу. На першому і третьому поверхах є склепінчасті стелі з ірландською оздобою. З вікон замку відкривається вид на затоки Баннов-Бей та Ватерфорд-Гарбор. Замок займав стратегічне положення і відігравав значну роль для оборони оточуючих земель. Вхід у замок захищений навісною стрільницею, бійницями. На другому поверсі є камін. Три кімнати на першому поверсі не пристосовані для житла, використовувались як склади. Є зал висотою в три поверхи, вхід у зал охороняється бійницею. Є великий камін у західній частині залу і підземна в'язниця під південною стіною. На верхні поверхи ведуть сходи.